# ガネーシャン・ヴェーンカタラーマン
ガネーシャン・ヴェーンカタラーマン（Ganeshan Venkataraman）は、インドの物性物理学者、作家、シュリ・サティヤ・サイ大学の元副学長。 インドの国立科学アカデミーおよび科学アカデミーのフェローに選出され、ジャワハルラール・ネルー・フェローシップ、大学助成委員会のサーCVラマン賞、および、インド国立科学アカデミーのインディラガンジー科学普及賞を受賞。 1991年にはインド政府よりパドマシュリー勲章の民間人第4位を授与された。
G・ヴェーンカタラーマンは、1932年10月6日、南インドのタミルナードゥ州マドゥライで生まれた。 大学院卒業後、Bhabha Atomic Research Centre（BARC）、カルパッカムのインディラ・ガンディー・アトミック・リサーチ・センターを含むさまざまな研究所で働き、物理、電子、および、計測グループの主任を務めた。 この間、博士課程の研究を進め、1966年にムンバイ大学で物性物理学の博士号（PhD）を取得。 その後、国防研究開発機構（DRDO）の高度数値研究分析グループ（ANURAG）の主任に任命される。 退官後は、シュリ・サティヤ・サイ大学の副学長および名誉教授を務めた。 